# Zoma (marché)
Pour les articles homonymes, voir Zoma.
Le zoma était, selon l'expression consacrée, le « plus grand marché du monde », situé a Analakely à Antananarivo, capitale de Madagascar. 

## Histoire
Créé par décret royal à la fin du XVIIIe siècle, il a été supprimé en 1997 en raison de son insalubrité, avec l'appui des citoyens.
Se tenant le vendredi, il s'étalait sur une distance de plus de 900 mètres de longueur et se tenait sur les avenues de l'Indépendance et du 26-juin-1960 jusqu'à l'avenue Andrianampoinimerina.
Depuis 1997, l'activité commerciale se concentre autour des pavillons aux toits en tuiles du marché d'Analakely qui se tient quotidiennement de part et d'autre de l'avenue Andrianampoinimerina.